# Jiulongshanocorixa
Jiulongshanocorixa is een geslacht van wantsen uit de familie van de Corixidae (Duikerwantsen). Het geslacht werd voor het eerst wetenschappelijk beschreven door Zhang in 2010.

## Soorten
Het genus is monotypisch en bevat alleen de volgende soort:

- Jiulongshanocorixa genuina Zhang, 2010